# Sulfatara
Sulfatara (do italiano, via o dialecto siciliano: solfo, "enxofre") é a designação dada às fumarolas que emitem gases sulfurosos. Têm temperaturas entre 100ºC e 300ºC. São uma dos vários tipos do vulcanismo secundário.